# Benedict Mendes
Benedict Mendes (* 16. April 1950) ist ein ehemaliger tansanischer Hockeyspieler.
Mendes nahm mit der Tansanischen Hockeynationalmannschaft an den Olympischen Spielen 1980 in Moskau teil. Die Mannschaft verlor alle Spiele und belegte den sechsten und letzten Rang.